# Javier de Jesús Zapata
Javier de Jesús Zapata Villada (Itagüí, Antioquia; 16 de octubre de 1969) es un ciclista profesional colombiano que corrió para diferentes equipos profesionales como el Kross Selle y el "05 Orbitel", entre otros.

## Palmarés
1993
- 1 etapa de la Vuelta a Colombia
- Campeón de la Vuelta a Antioquia
- 2° en el Campeonato de Colombia de Ciclismo en Ruta

1994
- 2º en la clasificación general de la Vuelta a Boyacá
- Campeón de la Clásica de El Carmen de Viboral
- 2° en el Campeonato de Colombia de Ciclismo en Ruta

1995
- Campeón de la Vuelta a Cundinamarca
- Campeón de la Vuelta al Valle del Cauca

1996
- 2° en el Campeonato de Colombia de Ciclismo en Ruta

1997
- 2° en la clasificación general de la Vuelta a Antioquia
- Campeón de la Vuelta a Venezuela
- 1 etapa del Clásico RCN
- Campeón de la Clásica de El Carmen de Viboral
- 2º en el Campeonato Panamericano de Ciclismo en Ruta contrarreloj elite

1999
- 1 etapa del Clásico RCN
- 1 etapa de la Vuelta a Colombia

2000
- Campeón de la Vuelta a Antioquia, más 1 etapa
- 1 etapa de la Vuelta a la Argentina
- 3° en la clasificación general de la Vuelta a Cundinamarca

2001
- 2 etapas de la Vuelta a Colombia
- Campeón de la Vuelta a Antioquia
- Campeón de la Vuelta al Valle del Cauca

2003
- Campeón de la "Clásica Rionegro"
- Campeón de la "Vuelta de la Paz" (Colombia), más 1 etapa
- 1 etapa del Clásico RCN
- 3º en la clasificación general de la Vuelta a Boyacá
- 2° en la clasificación general de la Vuelta a Cundinamarca

2004
- Campeón del "Clásico El Colombiano", más 2 etapas
- Campeón de la Doble Copacabana Grand Prix Fides, más 3 etapas
- Campeón de la Doble Sucre Potosí GP Cemento Fancesa, más 2 etapas
- 1 etapa del Clásico RCN

2005
- Campeón de la "Clásica de Fusagasugá", más 1 etapa
- Campeón de la "Clásica Marco Fidel Suárez", más 2 etapas
- 2 etapas del Clásico RCN
- 1 etapa de la Vuelta a Colombia
- Campeón de la Doble Copacabana Grand Prix Fides, más 1 etapa

2006
- 1 etapa de la Vuelta a Antioquia
- 1 etapa de la Vuelta a Colombia
- 3° en la clasificación general del Clásico RCN
- 1 etapa de la Clásica Internacional de Tulcán
- 2 etapas de la Doble Copacabana Grand Prix Fides

2007
- 1° en la subida a la Jin Mao
- Campeón del "Tour of Virginia", más 1 etapa
- Clásica de Girardot
- 1 etapa del Clásico RCN

2008
- 2° en la clasificación general de la Vuelta a Antioquia, más 1 etapa
- 1 etapa de la Vuelta a Bolivia